# Zaviralec histaminskega receptorja H1
Zaviralci histaminskega receptorja H1 ali H1-antagonisti so učinkovine, ki z vezavo na histaminske receptorje H1 preprečijo provnetno delovanje histamina (npr. astemizol, difenhidramin). Uporabljajo se zlasti kot antialergiki, nekateri pa tudi kot antiemetiki (proti bruhanju, npr. cinarazin) ali kot pomirjevala (npr. prometazin). So med najbolj množično uporabljenimi zdravili na svetu.

## Mehanizem delovanja
Histamin z vezavo na receptorje H1 sproži naslednje odzive: srbenje, vazodilatacija, hipotenzija, obrazna pordelost, glavobol, tahikardija, bronhokonstrikcija, povečanje prepustnosti krvnih žil, potenciranje bolečine itd. Zaviralci histaminskih receptorjev H1 so visoko selektivni za vezavo na histaminske receptorje H1 in imajo le majhen učinek na receptorje H2 in H3. Zaviralci histaminskih receptorjev H1 prve generacije lahko aktivirajo tudi muskarinske, serotoninske in α-adrenergične receptorje, medtem ko druga generacija teh učinkovin izkazuje še večjo selektivnost le za receptorje H1 in ima zato manj neželenih učinkov na osrednje živčevje.
Nekateri antihistaminiki, na primer cinarazin in ciklizin, ki se uporabljajo proti slabosti in bruhanju, naj bi svoje delovanje dosegali preko zaviranja muskarinskih receptorjev. Tudi sedativni učinek nekaterih antihistaminikov (npr. prometazin) naj ne bi bil posledica zaviranja receptorjev H1.

## Predstavniki
Tradicionalno H1-antagoniste razvrščajo v šest kemijskih skupin: alkilamini, etanolamini, etilendiamini, fenotiazini, piperazini in piperidini. Danes se pogosteje uporablja razvrščanjev učinkovine prve generacije, ki prehajajo krvno-možgansko pregrado in lahko izražajo neželene učinke na osrednje živčevje (sedacija, zaznavne in psihomotorične motnje), in učinkovine druge generacije, ki minimalno prehajajo krvno-možhansko pregrado in posledično ne izražajo sedacije in drugih neželenih učinkov na osrednje živčevje:
|               | Prva generacija                                                                           | Druga generacija |
| ------------- | ----------------------------------------------------------------------------------------- | --- |
| Alkilamini    | * klorfeniramin * bromfeniramin * feniramin * dimentiden * triprolidin                    | * akrivastin |
| Piperazini    | * buklizin * ciklizin * hidroksizin * meklizin * oksatomid                                | * cetirizin * levocetirizin |
| Piperidini    | * ezatadin * ciproheptadin * difenilpiralin * ketotifen                                   | * astemizol * bilastin * desloratadin * ebastin * feksofenadin * levokabastin * loratadin * mizolastin * olopatadin * rupatadin * terfenadin |
| Etanolamini   | * karbinoksamin * klemastin * dimehidrinat * difenhidramin * doksilamin * feniltoloksamin | — |
| Etilendiamini | * antazolin * pirilamin * tripelenamin                                                    | — |
| Fenotiazini   | * metdilazin * prometazin                                                                 | — |
| Drugi         | * doksepin                                                                                | * azelastin * emedastin * epinastin |

Nekateri avtorji uvrščajo levocetirizin, desloratadin in feksofenadin v tretjo generacijo H1-antagonistov.
Različne učinkovine iz skupine zaviralcev histaminskega receptorja H1 izkazujejo podobno učinkovitost, tudi če primerjamo učinkovine iz prve in druge generacije. Znatne pa so razlike v njihovi kemični zgradbi in farmakoloških ter toksičnih lastnostih. Farmakokinetične in farmakodinamične lastnosti so bistvene pri izbiri ustreznega zdravila za določenega bolnika, zlasti če gre za bolnika iz specifične skupine (otroci in starostniki, nosečnice, bolniki z drugimi boleznimi).

## Indikacije
Zaviralci histaminskega receptorja H1 se uporabljajo pri zdravljenju s histaminom posredovanih preobčutljivostnih reakcij in nekaterih drugih stanj:
- alergijski rinitis
- alergijski konjunktivitis
- alergijske kožne reakcije (npr. kontaktni dermatitis)
- koprivnica
- angioedem
- driska
- srbenje (atopični dermatitis, pik žuželk)
- anafilaksijske ali anafilaktoidne reakcije – le kot dodatno zdravljenje
- slabost in bruhanje (zaviralci receptorja H1 prve generacije)
- sedacija (zaviralci receptorja H1 prve generacije)

## Neželeni učinki
Opredelitev neželenih učinkov je odvisna od indikacije zdravila; pogost neželeni učinek je namreč sedacija, ki pa se pri nekaterih zdravilih iz te skupine uporablja kot želeni učinek. Pri zaviralcih, ki se uporabljajo le za periferne učinke, so vsi učinki na osrednje živčevje opredeljeni kot neželeni, pri tistih, ki se uporabljajo kot antiemetiki ali pomirjevala, pa med neželene učinke sodijo le nekateri učinki na osrednje živčevje (npr. omotica, tinitus, utrujenost).
Učinke na osrednje živčevje izkazujejo zlasti učinkovine iz prve generacije. Pogosto povzročajo somnolentnost, manjšo odzivnost in motnje zaznavnih funkcij ter antiholinergične učinhe, kot so suha usta, zamegljen vid, zastajanje seča in impotenca. Še vedno se pogosto uporabljajo zaradi svoje učinkovitosti in nizke cene. Nekateri zdravniki priporočajo njihovo uporabo kot antialergikov le zvečer pred spanjem, saj osrednji učinki ponoči niso toliko moteči. Učinkovine druge generacije imajo znatno manj izražene učinke na srednje živčevje.

## Farmakokinetika
Večina teh učinkovin se presnovi v jetrih. Skupni izčistek pri odraslih je na splošno od 5 do 12 ml/min/kg (za astemizol, bromfeniramin, klorfeniramin, difenhidramin, hidroksizin, promeazin in triprolidin), razpolovni čas pa od okoli 3 ur do 18 dni (npr, cinarazin okoli 3 ure, difenhidramin 4 ure, hidroksizin okoli 20 ur, flunarizin od 18 do 20 dni). Njihov navidezni volumen porazdelitve je sorazmerno velik in presega 4 L/kg.